# Drosanthemum erigeriflorum
Drosanthemum erigeriflorum är en isörtsväxtart som först beskrevs av Nikolaus Joseph von Jacquin, och fick sitt nu gällande namn av William Thomas Stearn. Drosanthemum erigeriflorum ingår i släktet Drosanthemum och familjen isörtsväxter. Inga underarter finns listade i Catalogue of Life.